# Židovar
Židovar je archeologické naleziště a osada nedaleko srbského Vršacu a Bela Crkva. Nejstarší archeologické nálezy pocházejí ze starší doby bronzové a následují relikty střední doby bronzové vatínské kultury a pozůstatky belegišské pozdní doby bronzové. Následné nálezy náležející ke kultuře Bosut-Basarabi ze starší a střední doby železné pocházejí z 9. až 8. století před naším letopočtem. Nálezy laténské éry z 2. století př. n. l. až do 1. století n. l., převážně keramika, doplňky a zbraně, jsou většinou dílem Scordisciho.